# Campeonato de Primera División 1897 (Argentina)
El campeonato de Primera División 1897, oficialmente Championship Cup 1897, regido por The Argentine Association Football League, se jugó en dos ruedas de todos contra todos, entre el 2 de mayo y el 19 de septiembre.
Lomas Athletic Club ganó su cuarto campeonato de cinco disputados y el quinto título consecutivo de la institución, después de jugar tres partidos de desempate ante Lanús Athletic Club, tras haber igualado la primera posición. Fue la primera edición que no definió al campeón en las rondas regulares. El segundo equipo de Belgrano Athletic Club se convirtió en el segundo y último equipo alternativo en participar en el campeonato.

## Afiliaciones y desafiliaciones
| Pos  | Equipos incorporados  |
| ---- | --------------------- |
| Afil | Banfield Athletic     |
| Afil | Belgrano Athletic "B" |
| Afil | Lanús Athletic        |
| Afil | Palermo Athletic      |

| Pos | Equipos relegados en la temporada 1896 |
| --- | -------------------------------------- |
| Dis | Lomas Academy                          |
| Des | Retiro Athletic                        |

De este modo, los participantes aumentaron a 7.

## Tabla de posiciones final
| Pos | Equipo                | Pts | PJ | G  | E | P  | GF | GC | DIF |
| --- | --------------------- | --- | -- | -- | - | -- | -- | -- | --- |
| 1.º | Lomas Athletic        | 20  | 12 | 9  | 2 | 1  | 55 | 9  | 46  |
| 1.º | Lanús Athletic        | 20  | 12 | 10 | 0 | 2  | 39 | 8  | 31  |
| 3.º | Belgrano Athletic     | 19  | 12 | 9  | 1 | 2  | 47 | 15 | 32  |
| 4.º | Flores Athletic       | 13  | 12 | 6  | 1 | 5  | 44 | 22 | 22  |
| 5.º | Palermo Athletic      | 8   | 12 | 4  | 0 | 8  | 11 | 50 | -39 |
| 6.º | Belgrano Athletic "B" | 3   | 12 | 1  | 1 | 10 | 10 | 56 | -46 |
| 7.º | Banfield Athletic     | 1   | 12 | 0  | 1 | 11 | 6  | 52 | -46 |

|  | Jugaron un desempate por el campeonato. |
|  | Fueron desafiliados.                    |

## Resultados
| Resultados        | Resultados | Resultados        | Resultados   |
| Local             | Resultado  | Visitante         | Fecha        |
| ----------------- | ---------- | ----------------- | ------------ |
| Flores Athletic   | 3 - 4      | Belgrano Athletic | 2 de mayo    |
| Banfield Athletic | 0 - 6      | Lomas Athletic    | 9 de mayo    |
| Belgrano "B"      | 0 - 8      | Flores Athletic   | 9 de mayo    |
| Belgrano Athletic | 3 - 2      | Lanús Athletic    | 16 de mayo   |
| Flores Athletic   | 11 - 0     | Palermo Athletic  | 16 de mayo   |
| Lomas Athletic    | 10 - 0     | Belgrano "B"      | 16 de mayo   |
| Banfield Athletic | 1 - 8      | Lanús Athletic    | 25 de mayo   |
| Belgrano Athletic | 1 - 1      | Lomas Athletic    | 25 de mayo   |
| Belgrano Athletic | 5 - 1      | Belgrano "B"      | 27 de mayo   |
| Lomas Athletic    | 2 - 2      | Flores Athletic   | 27 de mayo   |
| Flores Athletic   | 0 - 4      | Lanús Athletic    | 30 de mayo   |
| Palermo Athletic  | 0 - 6      | Lomas Athletic    | 30 de mayo   |
| Banfield Athletic | 1 - 9      | Flores Athletic   | 6 de junio   |
| Belgrano Athletic | 14 - 0     | Palermo Athletic  | 6 de junio   |
| Belgrano "B"      | 1 - 1      | Banfield Athletic | 13 de junio  |
| Banfield Athletic | 0 - 6      | Belgrano Athletic | 17 de junio  |
| Lanús Athletic    | 1 - 3      | Lomas Athletic    | 17 de junio  |
| Lomas Athletic    | 3 - 1      | Belgrano Athletic | 24 de junio  |
| Palermo Athletic  | 2 - 1      | Belgrano "B"      | 24 de junio  |
| Banfield Athletic | 1 - 2      | Palermo Athletic  | 27 de junio  |
| Lanús Athletic    | 8 - 0      | Belgrano "B"      | 27 de junio  |
| Belgrano Athletic | 5 - 1      | Flores Athletic   | 29 de junio  |
| Lomas Athletic    | 7 - 1      | Palermo Athletic  | 29 de junio  |
| Flores Athletic   | 2 - 0      | Banfield Athletic | 4 de julio   |
| Palermo Athletic  | 0 - 2      | Lanús Athletic    | 4 de julio   |
| Flores Athletic   | 1 - 3      | Lomas Athletic    | 9 de julio   |
| Lanús Athletic    | 1 - 0      | Belgrano Athletic | 9 de julio   |
| Banfield Athletic | 1 - 3      | Belgrano "B"      | 11 de julio  |
| Lomas Athletic    | 5 - 0      | Banfield Athletic | 18 de julio  |
| Belgrano Athletic | 0 - 2      | Lanús Athletic    | 18 de julio  |
| Lanús Athletic    | 2 - 1      | Flores Athletic   | 25 de julio  |
| Palermo Athletic  | 0 - 2      | Belgrano Athletic | 25 de julio  |
| Lanús Athletic    | 2 - 0      | Palermo Athletic  | 1 de agosto  |
| Belgrano Athletic | 3 - 1      | Banfield Athletic | 8 de agosto  |
| Palermo Athletic  | 1 - 3      | Flores Athletic   | 8 de agosto  |
| Lanús Athletic    | 6 - 0      | Banfield Athletic | 15 de agosto |
| Belgrano "B"      | 1 - 4      | Palermo Athletic  | 15 de agosto |
| Palermo Athletic  | 1 - 0      | Banfield Athletic | 22 de agosto |
| Flores            | 3 - 0      | Belgrano "B"      | 22 de agosto |
| Belgrano "B"      | 1 - 9      | Lomas Athletic    | 29 de agosto |
| Lomas Athletic    | 0 - 1      | Lanús Athletic    | 30 de agosto |
| Belgrano "B"      | 2 - 3      | Belgrano Athletic | 30 de agosto |

## Desempate del primer puesto
| Partido 1      | Partido 1 | Partido 1      | Partido 1      | Partido 1       | Partido 1 |
| Equipo 1       | Resultado | Equipo 2       | Estadio        | Fecha           |           |
| -------------- | --------- | -------------- | -------------- | --------------- | --------- |
| Lomas Athletic | 1 - 1     | Lanús Athletic | Lomas Athletic | 8 de septiembre |           |

| Partido 2      | Partido 2 | Partido 2      | Partido 2      | Partido 2        | Partido 2 |
| Equipo 1       | Resultado | Equipo 2       | Estadio        | Fecha            |           |
| -------------- | --------- | -------------- | -------------- | ---------------- | --------- |
| Lomas Athletic | 0 - 0     | Lanús Athletic | Lomas Athletic | 12 de septiembre |           |

| Partido 3      | Partido 3 | Partido 3      | Partido 3      | Partido 3        | Partido 3 |
| Equipo 1       | Resultado | Equipo 2       | Estadio        | Fecha            |           |
| -------------- | --------- | -------------- | -------------- | ---------------- | --------- |
| Lomas Athletic | 1 - 0     | Lanús Athletic | Lomas Athletic | 19 de septiembre |           |

## Desafiliaciones y afiliaciones
Belgrano Athletic "B" se disolvió y Flores Athletic fue desafiliado, siendo reemplazados por United Banks y Lobos Athletic para el torneo de 1898.